# Losonci zsinagóga
A losonci zsinagóga Baumhorn Lipót magyar építész egyik legjelentősebb zsinagógája, amely  az akkor Csehszlovákiához tartozó  Losoncon 1924–1925-ben épült, 1925. szeptember 25-én avatták fel. Kupolájának magassága 35,4 m.

## Története
A nagy méretű épület az eredetileg 1863-ban épült zsinagóga helyén létesült. Befogadóképessége meghaladta az ezer főt, ebből négyszáz fős volt a karzat, amely a lányoknak és asszonyoknak adott helyet. A második világháború alatt a belseje kiégett. Az 1950-es évek végétől mezőgazdasági termékek: gabona, műtrágya stb. raktározására használták. 1985-ben műemléki védettséget kapott, a Műemlékvédelmi Hivatal a kupolák és a tetőzet 4/5-ét kijavíttatta, az állapota mégis folyamatosan romlott. A szlovák kormány az Európai Unió pénzügyi támogatásával finanszírozta a külső-belső helyreállítást 2015-ben, amelynek eredményeként az épület kulturális központ lett. Az egykori zsinagóga felújított épületét 2016. május 10-én adták át.

## Források

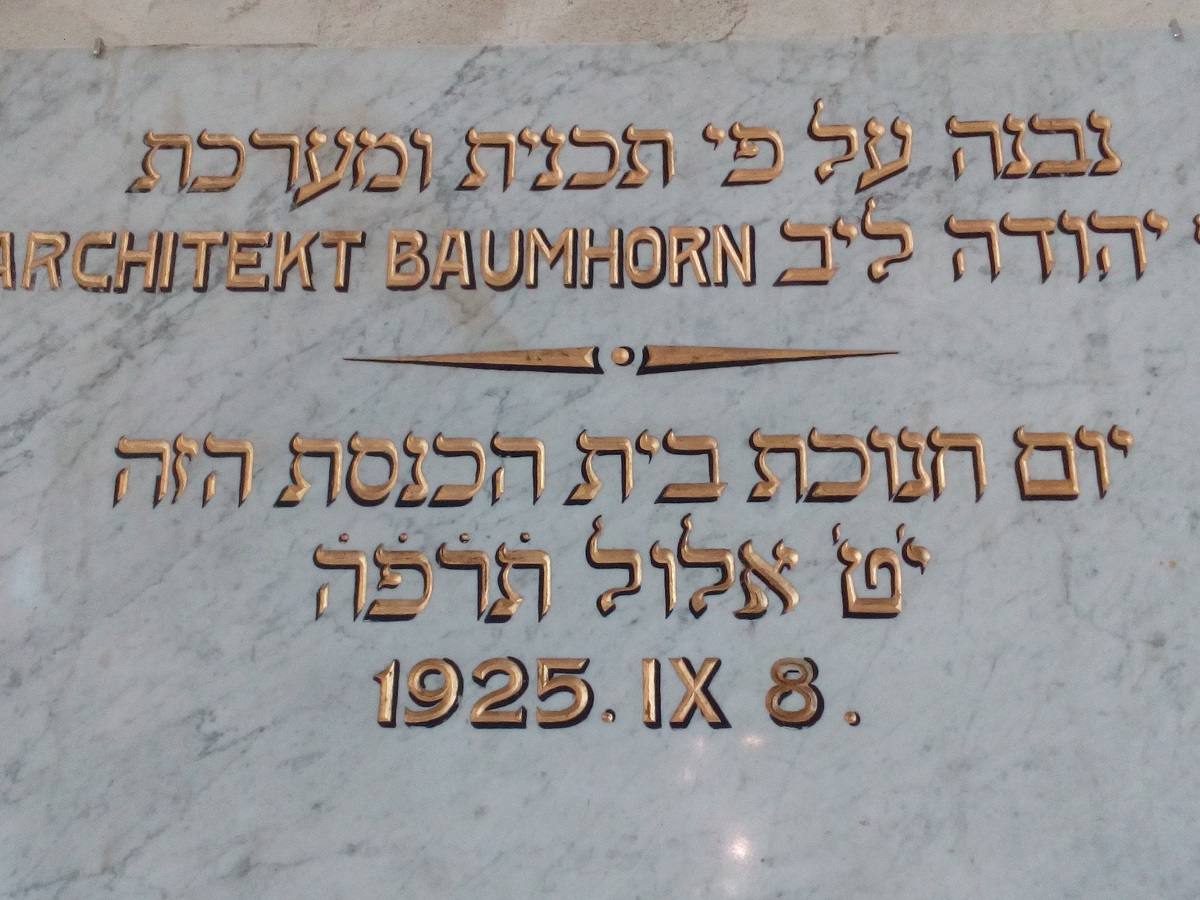
Emléktábla a zsinagóga épületében